# Atelopus dimorphus
Atelopus dimorphus és una espècie d'amfibi terrestre pertanyent a la família dels bufònids, la qual només és coneguda a partir d'espècimens de museu, ja que no se n'ha descobert cap exemplar viu des del 1980.

## Descripció
Morfològicament parlant, s'assembla molt a Atelopus erythropus i Atelopus nepiozomus. Els mascles fan 21,6-24,2 mm de llargària total i les femelles 31,3.

## Reproducció
Té lloc als rierols.

## Hàbitat i distribució geogràfica
És un endemisme del Perú: viu als boscos humits de muntanya dels vessants occidentals de la Cordillera Azul (el Departament de Huánuco) a 1.650-1.800 m d'altitud.

## Principals amenaces
Igual que altres membres del seu gènere, se suposa que la seua principal amenaça és la quitridiomicosi.